# Silvio Frondizi

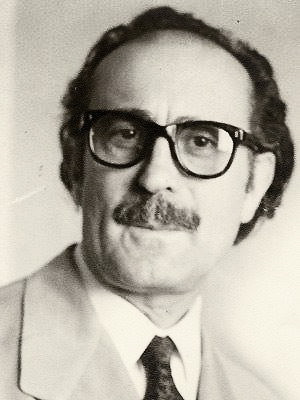
Silvio Frondizi

Silvio Frondizi (Paso de los Libres, Corrientes, 1 januari 1907 – Buenos Aires, 27 september 1974) was een Argentijnse intellecteel en advocaat, en broer van president Arturo Frondizi en filosoof Risieri Frondizi. Hij werd vermoord door de Triple A in september 1974.
Frondizi behaalde zijn graad Juris Doctor aan de Universiteit van Buenos Aires en werd daarna hoogleraar aan de Universiteit van Tucumán. Frondizi was oprichter van Praxis y Movimiento de Izquierda Revolucionaria (MIR-Praxis), een linkse revolutionaire beweging in Argentinië, en hij reisde naar Cuba om daar een ontmoeting te hebben met landgenoot en revolutionair Che Guevara. Als advocaat verdedigde hij de trotskistisch arbeiderspartij.
SIDE agent en lid van de Triple A Anibal Gordon werd later veroordeeld wegens de moord op hem, terwijl Rodolfo Almirón, een van de leiders van het doodseskader Triple A, in 2006 nog voor deze moord werd aangeklaagd.
- Gemeinsame Normdatei: 1053130813
- International Standard Name Identifier: 0000 0000 8481 874X
- Library of Congress Control Number: n85327697
- Nationale Bibliotheek van Israël: 987007422340805171
- Nederlandse Thesaurus van Auteursnamen: 132963434
- Istituto Centrale per il Catalogo Unico: MILV182358
- Système universitaire de documentation: 083144471
- Virtual International Authority File: 118583775
- WorldCat: E39PBJc3CWc47BVXBCYTTVQKBP